# České dráhy
České dráhy (slovensko: Češke železnice; kratica: ČD) je glavni železniški operater na Češkem. Zagotavlja regionalne in dolgodistančne prevoze.

## Pregled
Podjetje je bilo ustanovljeno leta 1993, po razpadu Češkoslovaške, kot naslednica Češkoslovaških državnih železnic. Je član Mednarodne železniške unije (UIC državna koda za Češko republiko je 54), Skupnosti evropskih železnic in Organizacije za železniško sodelovanje (Azija in Evropa). S štiriindvajset tisoč zaposlenimi je ČD Group peto največje češko podjetje po številu zaposlenih.
České dráhy je bil do 1. julija 2008 največji delodajalec na Češkem. Po rednih izgubah in zahtevanju državne subvencije je železnica leta 2007 prijavila svoj prvi dobiček, medtem ko je še vedno prejemala državno subvencijo. Trenutno potekajo poskusi povečanja učinkovitosti in češka vlada je januarja 2008 odobrila načrt za selitev potniškega prometa v neodvisno podružnico 
ČD upravlja vlake; fiksno infrastrukturo (kot so tiri) upravlja SŽDC. Češka vlada je decembra 2010 predlagala združitev SŽDC in ČD v en sam holding.
Leta 2014 je bil za predsednika uprave izvoljen Pavel Krtek.
Leta 2019 je nadzorni svet Čeških železnic razrešil Miroslava Kupca, predsednika upravnega odbora, ki je bil na funkciji od septembra 2018. 

## Statistika

### 2015
Leta 2015 so konsolidirani prihodki podjetja dosegli 33 milijard CZK. Prihodki od potniškega prometa so znašali 21 milijard CZK (64 % transferna plačila države, 24 % notranji promet, 12 % mednarodni promet), prihodki od tovornega prometa, ki jih opravlja hčerinska družba ČD Cargo, pa so znašali 11 milijard CZK.

### 2009
- 9.412 km železniških prog, ki jih upravlja ČD, od tega je 3.210 elektrificiranih prog in 1.906 km je dvotirnih in večtirnih[11]
- 168,8 milijona prepeljanih potnikov[11]
- 6.907 milijonov potniških kilometrov[11]
- 76,723 milijona ton prepeljanega blaga[11]
- 13.592 milijona tonskih kilometrov[11]

## Zgodovina
České dráhy ima več kot 160-letno zgodovino železnic na Češkem. Zgodovinski mejniki:
- 1828: prva konjska vprega v celinski Evropi: Češke Budejovice-Linz
- 1839: prva parna železnica: Dunaj-Břeclav
- 1903: prva elektrificirana železniška proga standardne širine
- 1918: ustanovitev Československé státní dráhy (ČSD ali CSD) (slovensko: češkoslovaške državne železnice)
- 1991: prvi vlaki EuroCity (EC) zapelje po železnicah ČSD
- 1993: ustanovitev České dráhy (ČD ali CD) po razpadu Češkoslovaške
- 1993: začetek obnove vseevropskih železniških koridorjev
- 1994: začeli s tovornjaki ("RoLa") po železnici ČD od Lovosic do Dresdna (ustavljen 2004)
- 2003: ustanovitev České dráhy (Češke železnice), delniške družbe[12]
- 2005: Redno začnejo voziti Pendolino nagibni vlaki
- 2006: Obveznosti skupine ČD so se povečale z 19 milijard CZK ob koncu leta 2006 na 53 milijard CZK ob koncu leta 2015.[10][13]
- 2007: tovorni promet se je preselil v hčerinsko družbo ČD Cargo
- 2008: ustanovitev ČD Sky, zavezništva med České dráhy in letalsko družbo SkyEurope.[14] SkyEurope, ki je bila močno zadolžena, je propadla avgusta 2009.
- 2014: prvi "ČD Railjet " s potniki na Češkem

## Tovorne storitve
ČD Cargo, hčerinsko tovorno podjetje, se ukvarja predvsem s prevozom surovin, polizdelkov in kontejnerjev. Od leta 2009 je uvrščen med prvih pet največjih železniških tovornih operaterjev v Evropi.

## Tirna vozila
- 2.726 vlečnih vozil, od tega 856 električnih lokomotiv in vlakovnih garnitur[11]
- 27.416 tovornih vagonov[11]
- 3.605 osebnih avtomobilov[11]